# Ongaku szensi Music Fighter
Az Ongaku szensi Music Fighter (音楽戦士 MUSIC FIGHTER; Hepburn: Ongaku Senshi Music Fighter, ’Zeneharcos’) japán zenés varietéműsor volt, melyet 2004. október 8-a és 2010. március 26-a között sugárzott a Nippon TV.

## A műsort sugárzó televízióadók
| Televízióadó | Műsoridő | Eltérés |
| --- | --- | ------- |
| Nippon TV (NTV, gyártó) Sapporo Television Broadcasting (STV) Aomori Broadcasting Corporation (RAB) Miyagi Television Broadcasting (MMT) Akita Broadcasting System (ABS) Yamagata Broadcasting Company (YBC) Fukushima Central Television (FCT) Television Niigata Network (TeNY) TV Shinshu Broadcasting (TSB) Shizuoka Daiichi Television (SDT) Kitanihon Broadcasting (KNB) Nihonkai Telecasting (NKT) amaguchi Broadcasting (KRY) Nishinippon Broadcasting Company (RNC) Nankai Broadcasting (RNB) Kochi Broadcasting Company (RKC) Fukuoka Broadcasting System Corporation (FBS) Nagasaki International Television Broadcasting (NIB) Kumamoto Kenmin Televisions (KKT) Kagoshima Yomiuri Television (KYT) | Péntek, 24:30–25:25 (2004 decemberéig 24:44–25:44, 2005 januárja és márciusa között 24:54–25:54, 2005 áprilisa és szeptembere között 24:39–25:39, 2006 áprilisa és 2008 márciusa között 24:50–25:45, 2008 áprilisa és 2009 szeptembere között 24:55–25:50) | (nincs) |
| Hiroshima Television Corporation (HTV) | Hétfő, 24:59–25:54 | 3 nap   |
| Yomiuri Telecasting Corporation (ytv) | Kedd, 25:29–26:29 | 4 nap   |
| Fukui Broadcasting Corporation (FBC) | Csütörtök, 24:29–25:24 | 6 nap   |
| Television Kanazawa Corporation (KTK) | Csütörtök, 24:59–25:59 (a Nori nori műsorblokkban) | 6 nap   |
| Yamanashi Broadcasting System (YBS) | Péntek, 25:20–26:15 | 7 nap   |
| Chukyo Television Broadcasting (CTV) | Szerda, 24:59–25:44 | 5 nap   |
| Oita Broadcasting System (OBS) | Csütörtök, 24:29–25:24 | 48 nap  |

## Főcímdal
| Dátum           | Nyitófőcím dal                                                     | Zárófőcím dal                                                                         |
| --------------- | ------------------------------------------------------------------ | ------------------------------------------------------------------------------------- |
| 2004 október    | Aiucsi Rina: Boom-Boom-Boom                                        | Jaita Hitomi: Monochro Letter                                                         |
| 2004 november   | Little: Szeidzsa ga macsi ni jattekuru                             | The Boogie Jack: Kimi e kakeru                                                        |
| 2004 december   | TRAX: Scorpio                                                      | Kinmokuszei: Muszunde hiraite                                                         |
| 2005 január     | Day After Tomorrow: Kimi to aeta kisteki                           | Cool Joke: OK, Full Throttle                                                          |
| 2005 február    | SweetS: CCountdown                                                 | Azuma Maki: Kimi vo curete arukó                                                      |
| 2005 március    | Seamo: Kanpaku                                                     | Home Made kazoku: On the Run                                                          |
| 2005 április    | Sukima Switch: Zenrjoku só                                         | Mucc: Kokoro no nai macsi                                                             |
| 2005 május      | Hitomi: Japanese Girl                                              | The Boogie Jack: Ikitekoszo                                                           |
| 2005 június     | Szuzuki Ami: Eventful                                              | Uemura Kana: Taiszecu na hito                                                         |
| 2005 július     | Hirakavacsi-csóme: Dzsúroku-dome no nacu                           | Road of Major: Szóten ni mukatte                                                      |
| 2005 augusztus  | Hamaszaki Ajumi: Fairyland                                         | Kimeru: Answer Will Come                                                              |
| 2005 szeptember | W-inds: Izajoi no cuki                                             | Fukuda Szaki: Hanataba vo kudaszai                                                    |
| 2005 október    | Szuzuki Ami: Around the World                                      | AAA: Friday Party                                                                     |
| 2005 november   | Every Little Thing: Kimi no te                                     | Orange Pekoe: Szora no niva                                                           |
| 2005 december   | Kreva: Kokuminteki gjódzsi                                         | Kijoharu: Wednesday                                                                   |
| 2006 január     | Home made kazoku: Salvia no cubomi                                 | TRF: Where to Begin                                                                   |
| 2006 február    | Aqua Timez: Tósindai no Love Song                                  | Sophia: End Roll                                                                      |
| 2006 március    | Exile: Yes!                                                        | Ryu Si-won: Szukideszu, szukideszu                                                    |
| 2006 április    | Aqua Timez: Sabontama Days                                         | Misono: VS                                                                            |
| 2006 május      | The Gospellers: Hitoszudzsi no kiszeki                             | Hayabusa: Miracle                                                                     |
| 2006 június     | Endlicheri Endlicheri: The Rainbow Star                            | May J.: My Girls                                                                      |
| 2006 július     | Dómoto Kóicsi: Million but Love                                    | Takahasi Hitomi: Communication                                                        |
| 2006 augusztus  | Crazy Ken Band: Merimeri (I Wanna Merry You)                       | Funky Monkey Babys: Koi no katamicsi kippu                                            |
| 2006 szeptember | Szuga Sikako: Gogo no Parade                                       | Mijakava Ai: Think of U                                                               |
| 2006 október    | Pushim, Rhymester, Home made kazoku, Maborosi, May J.: I Say Yeah! | Shakalabbits: Dazling Soup                                                            |
| 2006 november   | Tokitó Ami: I’m a Lady (dzsirettai vatasi)                         | Jyongri: Possession                                                                   |
| 2006 december   | Aqua Timez: Szen no joru vo koete                                  | Last Alliance: Spiral World                                                           |
| 2007 január     | Tegomass: Miszo Soup                                               | D-51: Forever Friends                                                                 |
| 2007 február    | Exile: Micsi                                                       | Szaga Júki: Mizore                                                                    |
| 2007 március    | Jyongri: Getting Funky!                                            | Onszoku Lane: Mahiru no cuki                                                          |
| 2007 április    | Kamiki Aja: Miszekake no I Love You                                | Chatmonchy: Dzsositacsi ni aszuhanai                                                  |
| 2007 május      | Funky Monkey Babys: Csippokena júki                                | Szemisigure: Namida kódzso                                                            |
| 2007 június     | Ken-U: Nacu no szono szei                                          | Possibility: Rennai no dzsúkadzsó                                                     |
| 2007 július     | Sambomaster: Very Special!!                                        | Color Bottle: Yay Yay Yay                                                             |
| 2007 augusztus  | Mihimaru GT: Gazen Yeah!                                           | Bahashishi: Oasis                                                                     |
| 2007 szeptember | Sowelu, Exile, Doberman inc: 24 Karats (Type S)                    | Miss Monday: VS                                                                       |
| 2007 október    | Karijusi58: Densókiku                                              | Nightmare: Kono va                                                                    |
| 2007 november   | Last Alliance: Drag On                                             | Suemitsu & The Suemith: Rock a Nova e.p.                                              |
| 2007 december   | Flow ∞ Home made kazoku: Night Parade                              | 9mm Parabellum Bullet: Termination                                                    |
| 2008 január     | GReeeeN: Be Free                                                   | Monobright: Warp                                                                      |
| 2008 február    | Mizuki Nana: Astrogation                                           | Kelun: Sixteen Girl                                                                   |
| 2008 március    | Cherryblossom: Harukaze Lover Song                                 | Andó Júko: Parallel                                                                   |
| 2008 április    | Atari Kószuke: Haru                                                | Tonaka Róma feat. Melody: Boyfriend／Girlfriend                                       |
| 2008 május      | 9mm Parabellum Bullet: Supernova                                   | Mori Cubasza: Amagasza monogatari                                                     |
| 2008 június     | Glay: Verb                                                         | Nico Touches the Walls: The Bungy                                                     |
| 2008 július     | Kjúsúo: Music                                                      | Pinkloop: Love Smile                                                                  |
| 2008 augusztus  | Maximum the Hormone: Cume cume cume                                | D: Jami no kuni no Alice                                                              |
| 2008 szeptember | : Come Back Home Home made kazoku                                  | Breakerz: Szekai va odoru                                                             |
| 2008 október    | Elephant Kashimashi: Atarashii kiszecu he kimi to                  | 12012: Aitai kara....                                                                 |
| 2008 november   | Color: Miss You                                                    | Kudó Sizuka: Night Wing                                                               |
| 2008 december   | Sonar Pocket: Namida                                               | Aiucsi Rina: Friend                                                                   |
| 2009 január     | Kimura Kaela: Doko                                                 | Miss Monday: The Light feat. Kj from Dragon Ash, Morijama Naotaró, Pes from RIP Slyme |
| 2009 február    | Chatmonchy: Last Love Letter                                       | Binecks: The Sun                                                                      |
| 2009 március    | Funky Monkey Babys: Szakura                                        | ET-King: Kimiomó hana                                                                 |
| 2009 április    | Girl Next Door: Seeds of Dream                                     | Metis: Zutto szoba no…                                                                |
| 2009 május      | Aibózu: Namae no naiiro                                            | Ayabie: Aitakute                                                                      |
| 2009 június     | Cucsija Anna: Brave Vibration                                      | Naifu: Sunset                                                                         |
| 2009 július     | Da Pump: Summer Rider                                              | Yy-Kyim: Tabun kitto                                                                  |
| 2009 augusztus  | Ayabie: Nacu monotagari                                            | Sion: Luv feat. Daicsi                                                                |
| 2009 szeptember | Last Alliance: Wedge                                               | Momi Haruko: Hendzsi ga nai, tada no sicure n no jóda                                 |
| 2009 október    | Scandal: Jumemiru cubasza                                          | Szakai Ajumi: Konayuki                                                                |
| 2009 november   | Every Little Thing: Cumetai ame                                    | Kjúsúo: Csikjú no arukikata                                                           |
| 2009 december   | Weaver: Tokidoki szekai                                            | DJ Go: Slow Luv feat. Kayzabro (DS455), Sion                                          |
| 2009 december   | Weaver: Tokidoki szekai                                            | Tiara: Dare jori szuki nano ni                                                        |
| 2010 január     | Tiara: Kimi ga osiete kureta koto feat. Seamo                      | Nerdhead: Brave Heart feat Nisino Kana                                                |
| 2010 február    | Nisino Kana: Best Friend                                           | Weaver: 2-dzsigen ginga                                                               |